# Distrito de Neuchâtel
El distrito de Neuchâtel (en francés: district de Neuchâtel) era uno de los seis distritos del cantón de Neuchâtel, en Suiza. Contaba con una población de 51.687 habitantes (2007) y una superficie de 80,02 km². El distrito estaba conformado por 9 comunas, siendo su capital Neuchâtel. Ha desaparecido el 1 de enero de 2018.

## Geografía
El distrito de Neuchâtel se encontraba situado en la región del Litoral, principalmente a orillas del lago de Neuchâtel, aunque también toca parte del lago de Bienne. Limitaba al noreste con el distrito administrativo del Jura bernés (BE), al este con Seeland (BE), al sur con Broye-Vully (VD), al suroeste con Broye (FR) y Boudry, y al noroeste con Val-de-Ruz.

## Comunas
| Distrito de Neuchâtel | Distrito de Neuchâtel  | Distrito de Neuchâtel |
| Comunas               | Población (31.12.2016) | Superficie km²        |
| --------------------- | ---------------------- | --------------------- |
| Cornaux               | 1594                   | 4.72                  |
| Cressier              | 1921                   | 8.55                  |
| Enges                 | 274                    | 9.59                  |
| Hauterive             | 2639                   | 2.12                  |
| La Tène               | 4967                   | 5.44                  |
| Le Landeron           | 4559                   | 10.31                 |
| Lignières             | 965                    | 12.51                 |
| Neuchâtel             | 33 772                 | 18.1                  |
| Saint-Blaise          | 3232                   | 8.87                  |
| Total (9)             | 53 923                 | 80.02                 |

## Cambios en las comunas

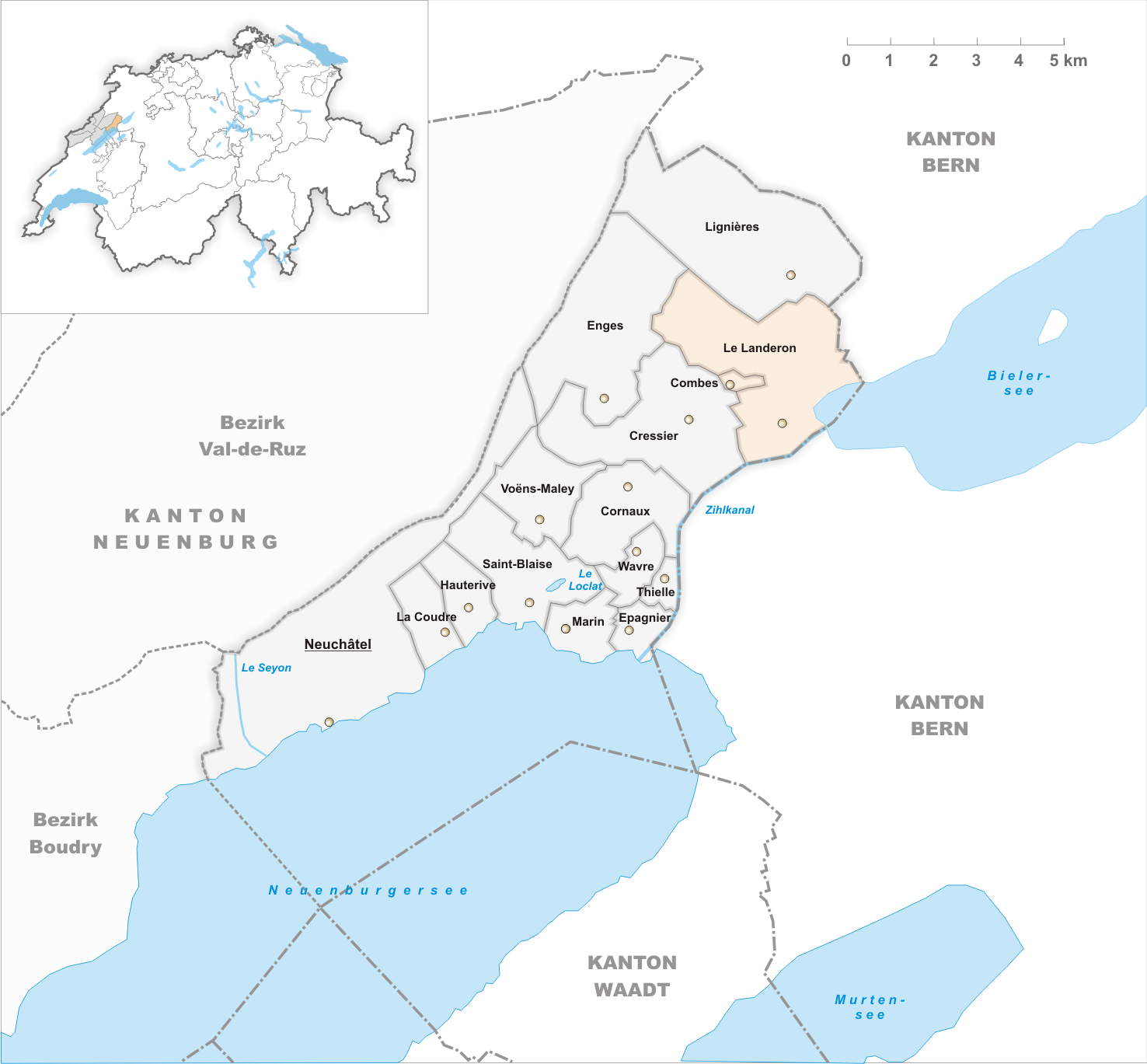
Comunas hasta 1874
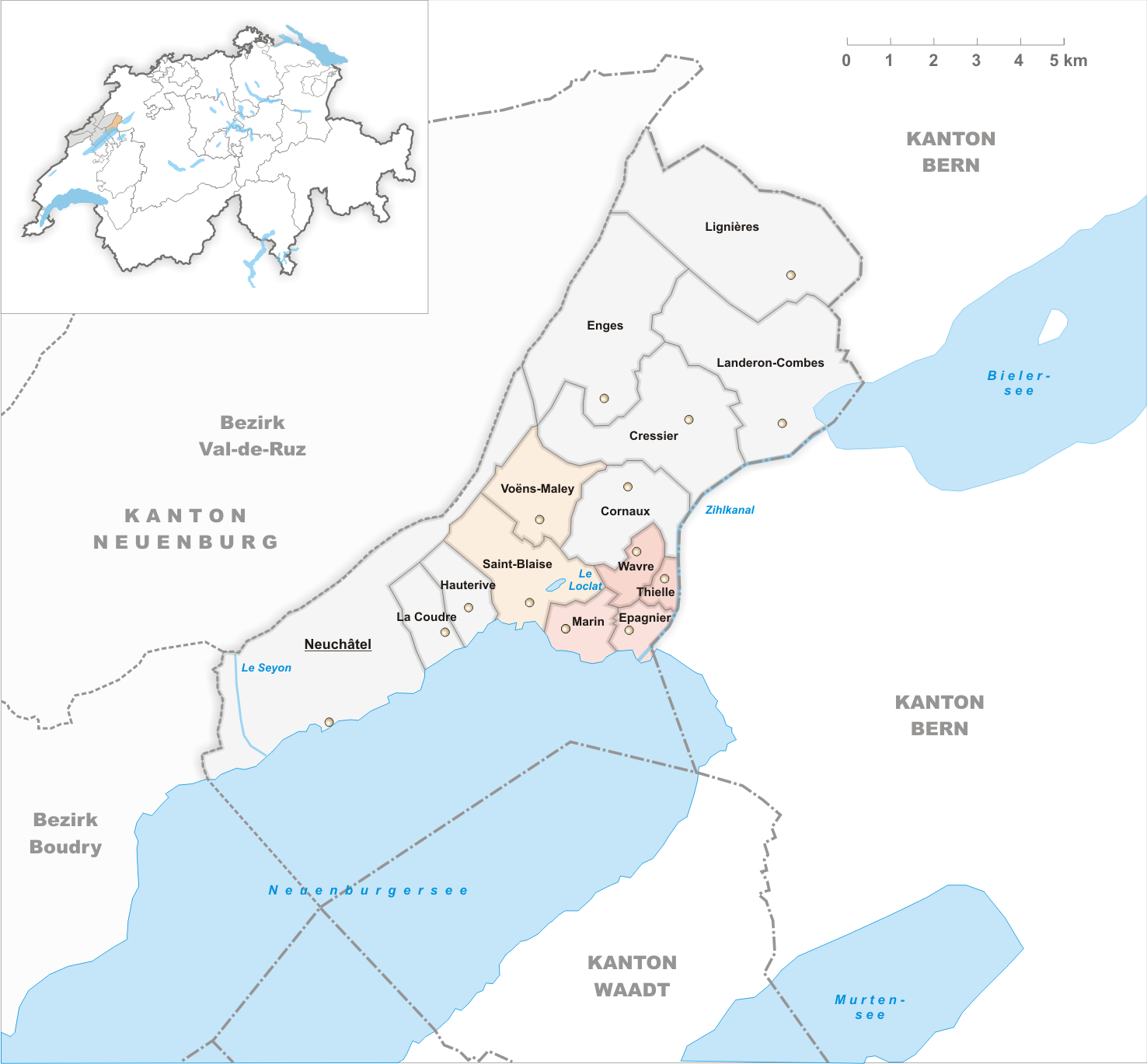
Comunas hasta 1887
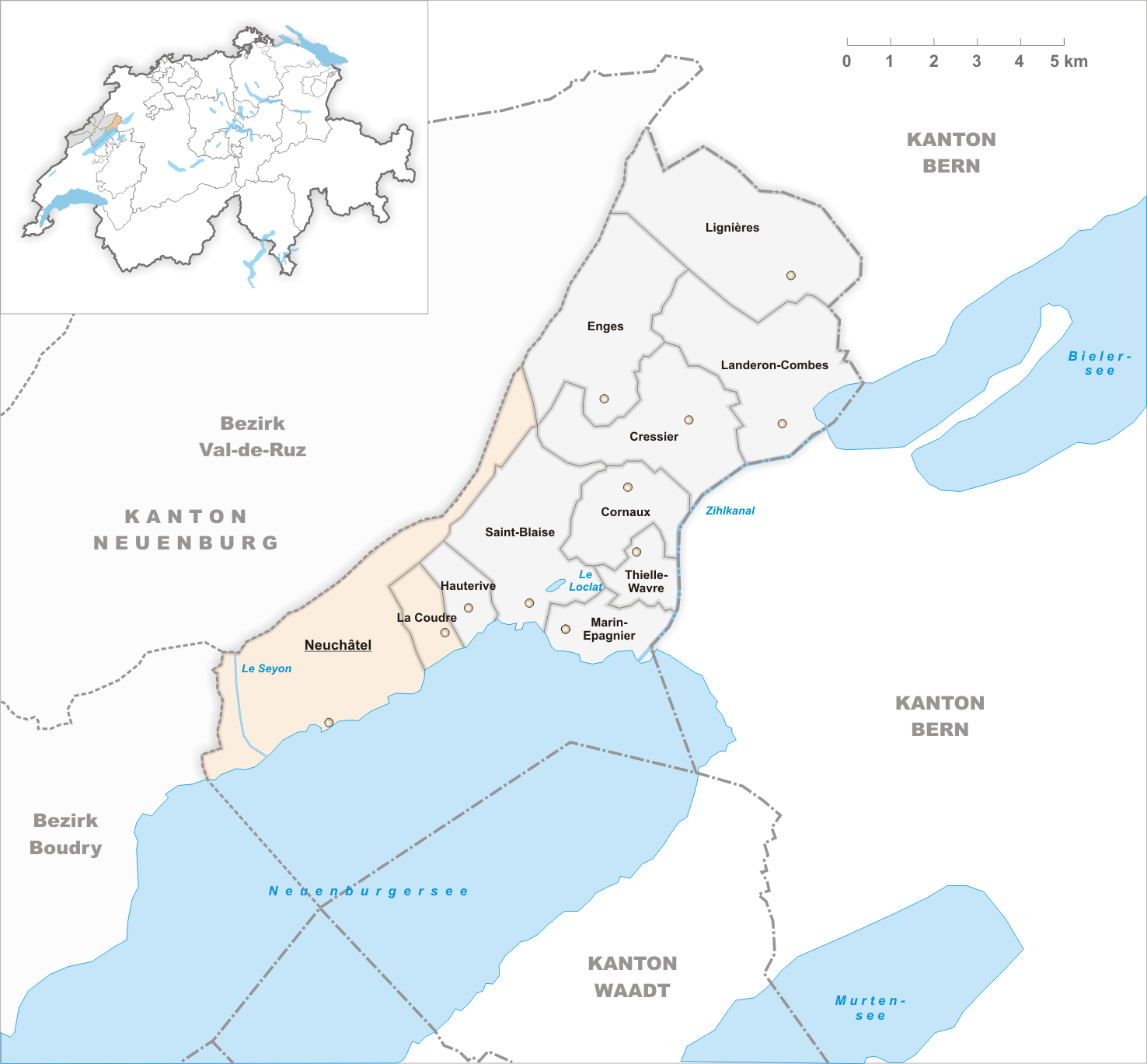
Comunas hasta 1929
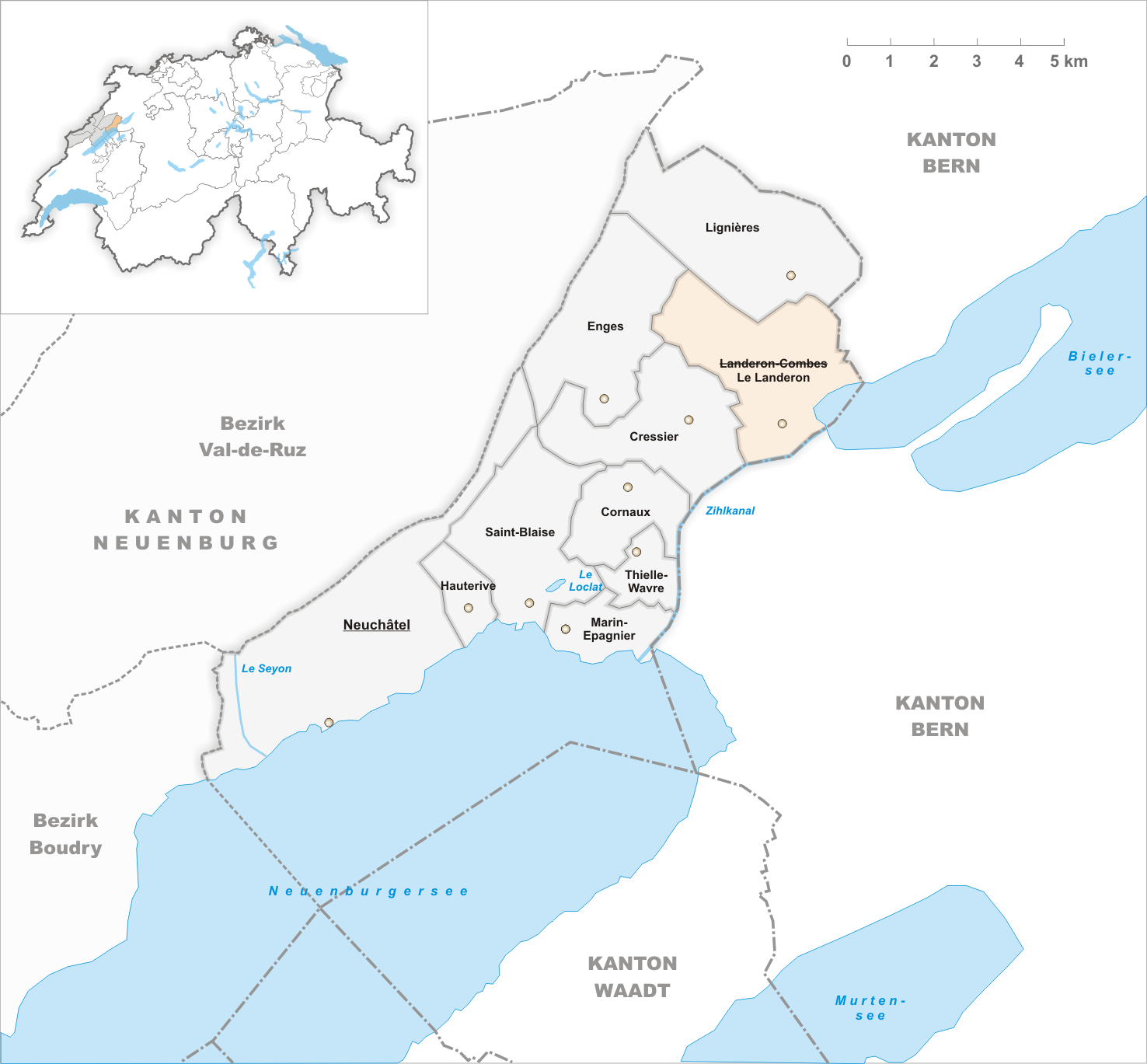
Comunas hasta 1965
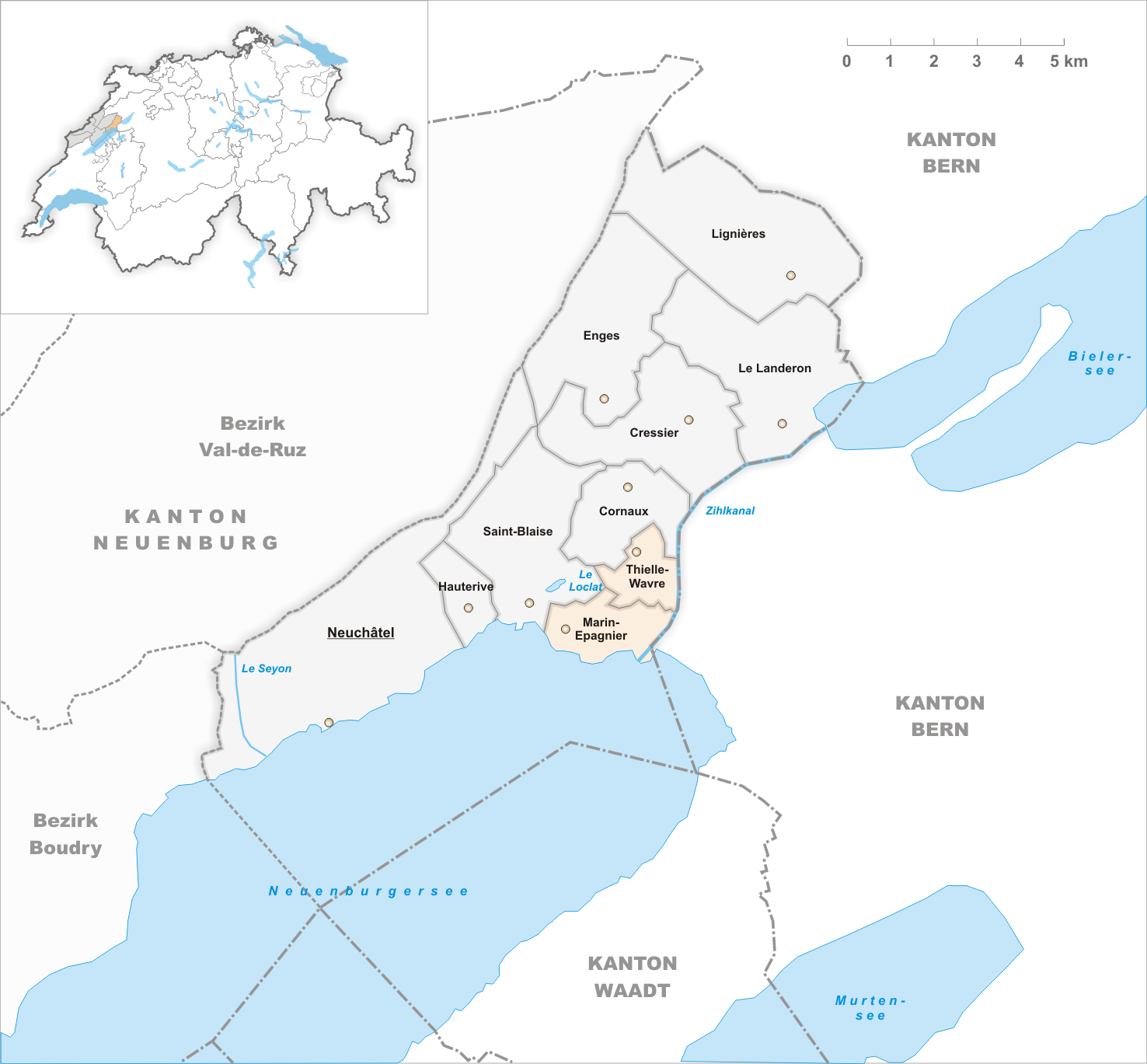
Comunas hasta 2008

- 1875: Fusión Combes y Le Landeron → Landeron-Combes
- 1888: Fusión Epagnier y Marin → Marin-Epagnier
- 1888: Fusión Thielle y Wavre → Thielle-Wavre
- 1888: Fusión Voëns-Maley y Saint-Blaise →  Saint-Blaise
- 1930: Fusión La Coudre y Neuchâtel → Neuchâtel
- 1966: Cambio de nombre de Landeron-Combes  →  Le Landeron
- 2009: Fusión Marin-Epagnier y Thielle-Wavre → La Tène